# U-409
U-409 — средняя немецкая подводная лодка типа VIIC времён Второй мировой войны.

## История
Заказ на постройку субмарины был отдан 30 октября 1939 года. Лодка была заложена 26 октября 1940 года на верфи Данцигер Верфт в Данциге под строительным номером 110, спущена на воду 23 сентября 1941 года, вошла в строй 21 января 1942 года под командованием оберлейтенанта Ганса-Фердинанда Массманна.

## История службы
Лодка совершила 6 боевых походов. Потопила 3 судна суммарным водоизмещением 16 199 брт, повредила одно судно водоизмещением 7519 брт.
Потоплена 12 июля 1943 года в Средиземноморье к северо-востоку от Алжира, в районе с координатами 37°12′ с. ш. 04°00′ в. д., глубинными бомбами с британского эсминца HMS Inconstant. 11 человек погибли, 37 членов экипажа спаслись.

### Флотилии
- 21 января 1942 года — 31 августа 1942 года — 5-я флотилия (учебная)
- 1 сентября 1942 года — 30 июня 1943 года — 9-я флотилия
- 1 июля 1943 года — 12 июля 1943 года — 29-я флотилия

### Волчьи стаи
U-409 входила в состав следующих «волчьих стай»:
- Vorwarts 27 августа — 7 сентября 1942
- Streitaxt 24 октября — 1 ноября 1942
- Raufbold 15 — 22 декабря 1942
- Wildfang 25 февраля — 7 марта 1943
- Westmark 6 марта — 11 марта 1943